# Óscar Sielva i Moreno
Óscar Sielva i Moreno (Olot, 6 d'agost de 1991) és un futbolista català que juga com a centrecampista a la SD Huesca.
Degut a la seva vàlua professional, va ser cridat a les files del primer equip del RCD Espanyol en la pretemporada 2008-2009. El seu primer partit oficial va ser a la primera jornada de lliga del mateix any, contra el Reial Valladolid. Sielva va sortir al terreny de joc quan mancaven 9 minuts pel final del partit al substituir Iván de la Peña.
Ha estat lesionat de la clavícula després d'una entrada per darrere quan disputava la classificació de l'europeu amb la selecció sub-19, i s'haurà d'estar un mes de baixa pel que fa a la lesió.

## Carrera internacional
Sielva va ser titular i un jugador que va jugar un rol vital en el triomf de la selecció espanyola sub-17 que va guanyar el Campionat d'Europa sub-17 de 2008, a Turquia.

## Palmarès
Espanya Sub-17
- Campionat d'Europa sub-17: 2008[2]